# San Pedro megye (Jujuy)
San Pedro egy megye Argentínában, Jujuy tartományban. A megye székhelye San Pedro de Jujuy.

## Települések
Önkormányzatok és települések (Municipios)
- La Esperanza
- La Mendieta
- San Pedro de Jujuy
- Arrayanal
- Barro Negro
- El Piquete
- Rodeíto